# Ampulex compressa
Guêpe émeraude
 (septembre 2015).
Si vous disposez d'ouvrages ou d'articles de référence ou si vous connaissez des sites web de qualité traitant du thème abordé ici, merci de compléter l'article en donnant les références utiles à sa vérifiabilité et en les liant à la section « Notes et références ».
Espèce
La Guêpe émeraude (Ampulex compressa) est une espèce d'insectes hyménoptères de la famille des Ampulicidae.

## Reproduction
Le comportement reproductif de la guêpe émeraude consiste à faire se développer ses larves au sein d'une blatte vivante, ce qui fait de cette guêpe un parasitoïde. Les étapes successives sont, :
- la guêpe commence par piquer la blatte au thorax (premier ganglion thoracique). Cette piqûre ne prend que quelques secondes et agit vite : la blatte est paralysée temporairement ;
- la guêpe pique alors sa victime une seconde fois à travers la tête et l'enveloppe ganglionnaire, précisément dans deux régions distinctes des ganglions cérébraux. Le comportement de la blatte est affecté : elle procède à un toilettage intensif ;
- pendant ce temps (une demi-heure environ), la guêpe recherche un endroit approprié pour creuser et aménager un terrier ;
- elle retourne vers la blatte, sectionne une antenne et boit l'hémolymphe par le moignon, puis fait de même avec la seconde antenne ;
- elle traîne la blatte (qu'elle tient par l'un des moignons d'antenne) jusqu'au terrier, en marchant à reculons ;
- là, elle pique trois fois la blatte au deuxième ganglion thoracique, du côté où elle se tient, ce qui active des neurones moteurs et a pour effet que la blatte étend la patte médiane située du même côté que la guêpe, exposant ainsi une membrane souple, peu chitinisée ;
- alors la guêpe explore la base de cette patte avec l'extrémité de son abdomen, munie de poils sensoriels, trouve la membrane et y pond son œuf ;
- elle referme le nid à l'aide de feuilles et de graviers ;
- quand l’œuf éclot la larve suce d'abord l'hémolymphe puis s'introduit quelques jours plus tard dans l'abdomen de la blatte et le dévore avant de se transformer en pupe puis en insecte parfait, le tout prenant environ un mois[4] ;
- l'adulte ainsi constitué sort du cadavre de la blatte.

Si l'œuf n'a pas été pondu exactement au bon endroit, à moins d'un millimètre près, la larve sortie de l'œuf ne réussit pas à pénétrer dans le corps de la blatte et meurt, et la blatte se remet de ses piqûres au bout d'environ une semaine.
Si la blatte est surprise par la guêpe ou qu'elle s'enfuit, la guêpe arrive à la saisir avec ses mâchoires puis lui administrer sa première piqûre. Mais les blattes se défendent parfois, en se dressant sur leurs pattes et en faisant face (les deux insectes tournent en rond et avancent et reculent à tour de rôle). Parfois la blatte parvient à donner à la guêpe de puissants coups de ses pattes postérieures. Si le manège dure suffisamment ou si plusieurs coups de pattes atteignent la guêpe, elle peut abandonner la partie.

## Localisation
Elle fut introduite à Hawaï par F.X. Williams en 1941 pour lutter face aux cafards. Ce projet fut un échec, notamment en raison de la tendance de cette guêpe à avoir un territoire de chasse très local.
On la trouve principalement lors des saisons les plus chaudes dans les régions tropicales du sud de l'Asie, de l'Afrique et dans les îles du Pacifique.